# Bistum Cienfuegos
Das Bistum Cienfuegos (lat.: Dioecesis Centumfocencis) ist eine auf Kuba gelegene römisch-katholische Diözese mit Sitz in Cienfuegos. 

## Geschichte
Das Bistum Cienfuegos wurde am 20. Februar 1903 durch Papst Leo XIII. mit der Apostolischen Konstitution Actum praeclare aus Gebietsabtretungen des Bistums San Cristóbal de la Habana errichtet und dem Erzbistum Santiago de Cuba als Suffraganbistum unterstellt. Zu seinem Sprengel gehören drei der ältesten Pfarreien Kubas: San Fernando de Camarones, Yaguaramas und Cumanayagua.
Am 30. Juni 1971 wurde das Bistum Cienfuegos in Bistum Cienfuegos-Santa Clara umbenannt. Das Bistum Cienfuegos-Santa Clara wurde am 1. April 1995 in die Bistümer Cienfuegos und Santa Clara geteilt. Am 5. Dezember 1998 wurde das Bistum Cienfuegos dem Erzbistum Camagüey als Suffraganbistum unterstellt.

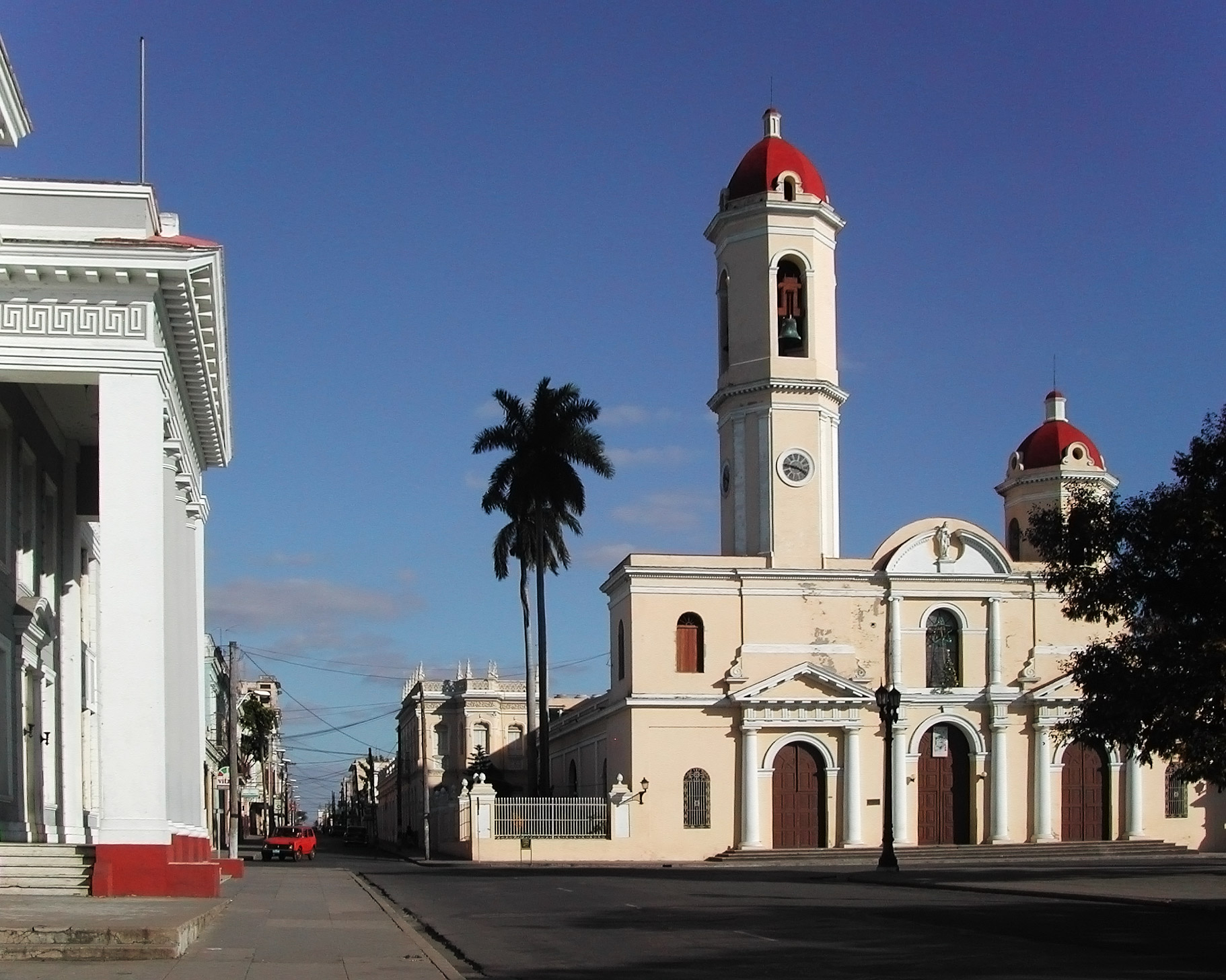
Kathedrale Nuestra Señora de la Purísima Concepción in Cienfuegos

## Ordinarien

### Bischöfe von Cienfuegos
- Antonio Aurelio Torres y Sanz OCD, 1904–1916
- Valentín Zubizarreta y Unamunsaga OCD, 1922–1925, dann Erzbischof von Santiago de Cuba
- Eduardo Pedro Martínez y Dalmau CP, 1935–1961
- Alfredo Antonio Francisco Müller y San Martín, 1961–1971

### Bischöfe von Cienfuegos-Santa Clara
- Alfredo Antonio Francisco Müller y San Martín, 1971
- Fernando Ramon Prego Casal, 1971–1995, dann Bischof von Santa Clara

### Bischöfe von Cienfuegos
- Emilio Aranguren Echeverría, 1995–2005, dann Bischof von Holguín
- Domingo Oropesa Lorente, seit 2007